# Limnonectes palavanensis
Limnonectes palavanensis es una especie de anfibio anuro del género Limnonectes de la familia Dicroglossidae.

## Distribución geográfica
Es endémica de Borneo y dos localidades de la isla de Palawan.